# Bathypathes alternata
Bathypathes alternata är en korallart som beskrevs av Brook 1889. Bathypathes alternata ingår i släktet Bathypathes och familjen Schizopathidae. Inga underarter finns listade i Catalogue of Life.